# 36ビット
36ビット（英: 36-bit）は、連続した36個（桁）のビット（4.5オクテット）であり、バイナリで最大68,719,476,736 (64ギビ、約68.7G) までの数を表現できる。
- 「36ビットアーキテクチャ」とは、整数型、メモリアドレス、その他のデータサイズなどが、最大36ビット幅のアーキテクチャである。
- 「36ビットCPU」（プロセッサ、演算装置）とは、36ビットサイズのレジスタ、アドレスバス、データバスを持つCPU（プロセッサ、演算装置）である。

## 36ビットアーキテクチャ
科学技術計算市場向けの初期の多くのコンピュータは、36ビット ワード長を持った。このワード長は、正および負の十進数の10桁を正確に表現することができる（最小は35ビットである）。また、6ビット文字コードの6つの英数字を格納することができる。
コンピュータが登場する前は、精密科学や工学計算での標準的な表現は10桁であり、FridenやMarchant、Monroeなどが製造する電動機械式計算機でも同様であった。これらの計算機では各桁に対応してキーのカラムがあり、操作員は数値入力時は全ての指を使うよう訓練されたため、カラム（桁数）を増やすのは実用的には10が限界だった。
コンピュータはそのような計算機のライバルとして登場し、さらに正確であった。世界で最も初期のコンピュータであるENIACと同様に、当時販売された10進方式のコンピュータはIBM 650やIBM 7070など、10桁のワード長であった。
36ビットワードのコンピュータには以下がある。
- MIT リンカーン研究所 TX-2
- IBM 701/704/709/7090/7094
- UNIVAC 1103/1103A/1105/1100/2200
- GE 600
- Honeywell 6000
- ACOS-6
- DEC PDP-6/PDP-10（DECsystem-10/DECSYSTEM-20）
- Symbolics 3600シリーズ

より小型のマシンは18ビットワードを使用し、ダブルワードが36ビットとなった。
- PDP-1/PDP-9/PDP-15
- EDSAC は17ビットを「短語（Short Word）」、35ビットを「長語（Long Word）」とする、これと似たアーキテクチャであった。メモリの構造の都合で、間に1ビット挟まる。

これらのコンピュータは、18ビットワードのアドレッシングであり、バイトアドレッシングではない。36ビットワードで218 の約1MBのアドレス空間を持つ。これは多くのコンピュータでは当初、物理的なメモリーの上限と同様に、上限となった。しかし後に、セグメント方式や他の方式で、より広い仮想記憶がサポートされ、制約は緩和された。

IBMのSystem/360発表までには、科学技術計算は浮動小数点演算に移行し、機械式計算機はもはや競争相手ではなくなった。System/360は商用計算用に可変長の10進数演算の命令を持ち、急速に普及した。